# 彼得拉德富西
彼得拉德富西（義大利語：Pietradefusi）是意大利阿韦利诺省的一个市镇。总面积9平方公里，人口2475人，人口密度275.0人/平方公里（2009年）。ISTAT代码为064072。